# Черногорский язык
Черного́рский язы́к (черног. црногорски језик / crnogorski jezik) — южнославянский язык западной подгруппы, построенный на основе используемого в Черногории иекавско-штокавского диалекта сербохорватской языковой системы; с точки зрения сравнительной лингвистики, является одним из её стандартизированных взаимопонятных вариантов наряду с сербским, хорватским и боснийским. С лингвистической точки зрения относится к диалектам сербского языка.
По конституции, до 1992 года государственным языком Черногории считался сербохорватский, до 2007 года — иекавская форма сербского (серб. српски језик ијекавског изговора), с 2007 года — черногорский язык.

## Официальный статус и точка зрения носителей языка
Положение черногорского языка можно сравнить с выделением хорватского и боснийского, хотя есть и принципиальные различия: сербский, хорватский и боснийский имеют свои литературные стандарты, литературный же стандарт для черногорского пока не установлен. К тому же, в отличие от носителей хорватского и боснийского, говорящие на черногорских диалектах часто называют себя носителями сербского языка. 
Вопрос о количестве носителей черногорского языка остаётся открытым. Согласно данным переписи населения Черногории 2003 года, 63,49 % назвали своим родным языком сербский, 21,96 % — черногорский. Согласно черногорской переписи 2011 года, родным языком черногорский назвало уже 229 251 человек, или 37 % жителей страны.
Назвавшие своим языком черногорский проживают, в основном, в старой исторической области с центром в Подгорице. На севере страны, присоединённом в 1912 году, большинство, по результатам переписи, говорит по-сербски.
Конституция Черногории, принятая 22 октября 2007 года, признала черногорский язык официальным языком Черногории.

Статья 13
Официальным языком Черногории является черногорский язык.
Кириллическая и латинская орфография являются равноправными.
Официально используются также сербский, боснийский, албанский и хорватский языки.
Оригинальный текст (черногор.) Član 13
Službeni jezik u Crnoj Gori je crnogorski jezik.
Ćirilično i latinično pismo su ravnopravni.
U službenoj upotrebi su i srpski, bosanski, albanski i hrvatski jezik.

Члан 13 
Службени језик у Црној Гори је црногорски језик.
Ћирилично и латинично писмо су равноправни.

У службеној употреби су и српски, босански, албански и хрватски језик.

## Дискуссия о черногорском языке
Черногория — один из примеров дробления национальной идентичности в Восточной Европе рубежа XX—XXI вв.
Эти принципы активно обсуждаются в науке с целью подкрепить политические заявления фактами лингвистических и исторических исследований. Сторонники существования отдельного черногорского языка одновременно выступали за политическую независимость Черногории. Участники черногорского Пен-центра протестовали против конституции 1992 года, которая устанавливала в качестве государственного языка сербский, аргументируя свои возражения правом каждой нации на собственный язык, приводя в пример хорватский, боснийский, македонский и молдавский. Они не отрицали очевидный факт, что черногорский входит в сербохорватскую языковую систему, но требовали, чтобы их язык официально именовался черногорским.
С 1 по 15 апреля 2011 года в Черногории проходила перепись населения. Монстат (Статистическая служба Черногории) объявил 13 июня 2011 года официальные итоги переписи, в ходе которой задавался вопрос о языке. Ещё до объявления итогов некоторые политики — в частности, Срджан Милич, лидер оппозиционной партии SNP — высказали предположение, что в Черногории очень небольшая часть населения назвала своим языком черногорский и что проект этого языка потерпел фиаско. Тем не менее, по результатам переписи, почти 37 % жителей этой страны считают родным языком черногорский. Это на 5 % больше, чем было в результате переписи 2003 года.
13 декабря 2017 года Международная организация по стандартизации приняла решение о признании черногорского языка и отделении его от сербского.

## Лингвистические черты
Черногорский диалект (новоштокавский иекавский) аналогичен тому, на котором говорят в Восточной Герцеговине и в районе Дубровника в Хорватии. Он имеет некоторые отличия от стандартных сербского, хорватского и боснийского языков в лексике, но они незначительны (например, черногорское сјутра вместо стандартного сутра, со значением «завтра»).
С точки зрения морфологии, черногорский язык отличается тем, что в нём сохранилось употребление имперфекта в разговорной речи наряду с формами аориста, перфекта и плюсквамперфекта, в то время как в других региональных вариантах сербохорватского эта глагольная форма носит книжный, а в настоящее время и архаичный характер.
Сторонники самостоятельности черногорского языка предпочитают латиницу кириллице и предлагают дополнить алфавит тремя буквами: С́ [ɕ], З́ [ʑ] и Ѕ [ʣ]. Но соответствующие звуки используются не повсеместно и не составляют минимальных пар, поэтому они не могут быть признаны фонемами. К тому же эти звуки употребляют не всюду в Черногории, однако используют в некоторых внечерногорских регионах (Герцеговина и Боснийская Краина).

### Фонетика и написание
Черногорский алфавит отличается от сербского, хорватского и боснийского тем, что обладает двумя дополнительными буквами — Ćć, З́з́ (в кириллице) и Śś, Źź (в латинице). В Черногории к настоящему времени латиница почти полностью вытеснила кириллицу.
Как и в сербском языке, заимствованные имена собственные в черногорском записываются фонетически.
Для черногорского языка характерен иекавизм: ије произносится как два слога, хотя в других регионах сербохорватской языковой системы является дифтонгом. Исторически ије — результат фонетических изменений особого славянского звука, обозначаемого «ѣ».
| Черногорский | Черногорский | Сербский, хорватский, боснийский | Русский                      | Примечание                  |
| ------------ | ------------ | -------------------------------- | ---------------------------- | --------------------------- |
| nijesam      | нијесам      | нисам                            | «не являюсь» («не есмь»)     |                             |
| tijeh        | тијех        | тих                              | «тех» (род. падеж от «те»)   | род. падеж от ти, те, та    |
| tijema       | тијема       | тима                             | «тем» (дат. падеж от «те»)   | дат. падеж от ти, те, та    |
| ovijeh       | овијех       | ових                             | «этих» (род. падеж от «эти») | род. падеж от ови, ове, ова |
| ovijema      | овијема      | овима                            | «этим» (дат. падеж от «эти») | дат. падеж от ови, ове, ова |

Смягчение [д], [т], [с] и [з] перед [e] имеет свои особенности в черногорском:
| Черногорский | Черногорский | Сербский (екавский) | Сербский (иекавский), хорватский и боснийский | Русский            |
| ------------ | ------------ | ------------------- | --------------------------------------------- | ------------------ |
| đe           | ђе           | где                 | гдје (gdje)                                   | «где»              |
| đevojka      | ђевојка      | девојка             | дјевојка (djevojka)                           | «девушка»          |
| đeca         | ђеца         | деца                | дјеца (djeca)                                 | «дети»             |
| lećeti       | лећети       | летети              | летјети                                       | «лететь»           |
| ćerati       | ћерати       | терати              | тјерати                                       | «гнать, разгонять» |
| śedi         | с́еди         | седи                | сједи                                         | «сядь»             |
| śekira       | с́екира       | секира              | сјекира                                       | «топор»            |
| iźelica      | из́елица      | изелица             | изјелица                                      | «едок»             |

### Лексика
Черногорский лексикон существенно не отличается от сербохорватского лексикона в целом. Тем не менее имеются некоторые особенности.
Примеры слов общего происхождения, но образовавших разные формы :
| Черногорский | Черногорский | Сербский (Белград) | Сербский (в Боснии), хорватский, боснийский | Русский      |
| ------------ | ------------ | ------------------ | ------------------------------------------- | ------------ |
| cklo         | цкло         | стакло             | стакло                                      | «стекло»     |
| đetić        | ђетић        | дечак              | дјечак                                      | «мальчик»    |
| koštanj      | коштањ       | кестен             | кестен                                      | «каштан»     |
| mrtac        | мртац        | мртвац             | мртвац                                      | «мертвец»    |
| omraziti     | омразити     | мрзети / мрзити    | мрзити                                      | «ненавидеть» |
| śutra        | с́утра        | сутра              | сутра                                       | «завтра»     |
| znaven       | знавен       | познат             | познат                                      | «известный»  |

Примеры слов, имеющих одинаковое значение в черногорском, сербском и хорватском:
| Черногорский | Черногорский | Сербский | Боснийский и хорватский | Русский      |
| ------------ | ------------ | -------- | ----------------------- | ------------ |
| izvanjac     | извањац      | странац  | странац                 | «иностранец» |
| glib         | глиб         | блато    | блато                   | «грязь»      |
| cukar        | цукар        | шећер    | шећер                   | «сахар»      |
| oriz         | ориз         | пиринач  | рижа                    | «рис»        |
| razuriti     | разурити     | срушити  | срушити                 | «разрушить»  |

Формы интернационализмов также имеют в черногорском свои особенности:
| Черногорский                     | Черногорский                             | Сербский            | Боснийский и хорватский | Русский           |
| -------------------------------- | ---------------------------------------- | ------------------- | ----------------------- | ----------------- |
| -tada (напр., kvalitada)         | суффикс -тада (напр., квалитада)         | -тет (квалитет)     | -тета (квалитета)       | «качество»        |
| -an (напр., Austrijan)           | суффикс -ан (напр., Аустријан)           | -анац (Аустријанац) | -анац (Аустријанац)     | «австриец»        |
| -dur(ica) (напр., štimadur(ica)) | суффикс -дур(ица) (напр., штимадур(ица)) | проценитељ(ица)     | процјенитељ(ица)        | «оценщик (-щица)» |

Как и носители хорватского языка, черногорцы используют больше заимствований из итальянского языка, чем сербы:
- бастадур(ица) «достаточное» — от basta;
- дурати «длиться» — от durare;
- касета «бак»;
- кушин «подушка» — от cuscino;
- ленцун «покрывало» — от lenzuolo;
- медиг «медик» — от medico;
- пјат «тарелка» — от piatto;
- скала «шкала» — от scala;
- таулин «стол» — от tavolino.

## Образец текста
Статья 1 Всеобщей декларации прав человека:

Sva ljudska bića rađaju se slobodna i jednaka u dostojanstvu i pravima. Ona su obdarena razumom i savješću i jedni prema drugima treba da postupaju u duhu bratstva.

Сва људска бића рађају се слободна и једнака у достојанству и правима. Она су обдарена разумом и савјешћу и једни према другима треба да поступају у духу братства.
Перевод:

Все люди рождаются свободными и равными в своём достоинстве и правах. Они наделены разумом и совестью и должны поступать в отношении друг друга в духе братства.